# Sankowskya
Sankowskya es un género monotípico de plantas perteneciente a la familia Picrodendraceae. Su única especie: Sankowskya stipularis P.I.Forst., Austrobaileya 4: 331 (1995), es originaria de Queensland en Australia.